# Cremastus dispar
Cremastus dispar là một loài tò vò trong họ Ichneumonidae.